# نماذج اتصال

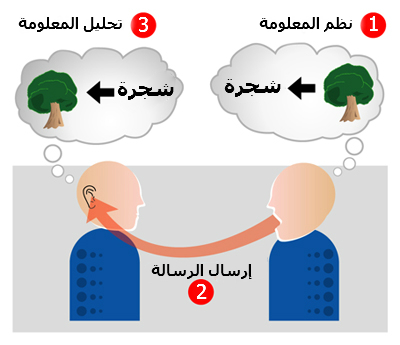
رسمٌ توضيحي لِمراحل التواصل بين شخصين.

نماذج الاتصال هي نماذج مجرّدة مُستخدمة في شرح عملية الاتصال البشري. طوّر كلود إلوود شانون أول نموذج اتصال رئيسيي في عام 1948، إذ نشره للمرة الأولى وارن ويفر من مختبرات بل وأرفقه بمقدّمة. يُعرّف الاتصال بمفهومه الرئيسي بصفته عملية إرسال واستقبال رسائل أو نقل للمعلومات من طرف (المُرسل) إلى آخر (المُستقبل).
وسّع دافيد بيرلو نموذج الانتقال الخطّي في عام 1960، إذ استخدم نموذج اتصال المرسل-الرسالة-القناة-المستقبل (SMCR). وفي وقت لاحق، قدّم ويلبر شرام نموذجًا محدّدًا لمتغيّرات عديدة في الاتصال، بما في ذلك جهاز الإرسال والتشفير والوسائط وفك التشفير والمستقبل.

## نموذج شانون وويفر
عمل إلوود شانون ووارن ريفر بصفتهما مهندسين في مختبرات بل الهاتفية في الولايات المتّحدة. تجسّد هدفهما في ضمان أعلى درجات الكفاءة لعمل كابلات الهاتف والموجات اللاسلكية. ولذلك، طوّرا نموذج شانون وويفر الذي وسّع النظرية الرياضية للاتصال. يُشار إلى نموذج شانون وويفر المُطّور في عام 1949 باسم «أم جميع النماذج»، إذ لاقى قبولًا واسع النطاق بصفته نموذجًا أوليًا رئيسيًا لدراسات الاتصالات.
صُمّم نموذج شانون وويفر لتجسيد أداء التكنولوجيا الإذاعية والهاتفية. يشتمل النموذج الأولي على أربعة أطراف رئيسية؛ المرسل والرسالة والقناة والمستقبل. يُعتبر المرسل الطرف الذي يتحدّث من خلال الهاتف، بينما القناة فهي الهاتف بحد ذاته، أما المستقبل فهو الطرف الذي يمكنه سماع المرسل على الطرف الآخر من الخط. أدرك شانون وويفر إمكانية تداخل أصوات التشوش أو الخلفية مع المحادثة الهاتفية؛ إذ أشارا لهذه الأصوات باسم الضوضاء. قد تشير بعض من أصوات الخلفية إلى عدم وجود إشارة أيضًا.
هناك ما يسمّى بالنموذج البسيط أو نموذج الإرسال أو المعيار القياسي للاتصال، إذ تُرسل المعلومات أو المحتوى (على سبيل المثال، رسالة باللغة الطبيعية) في شكل ما (مثل اللغة المنطوقة) من الباعث أو المرسل أو المشفّر إلى الوجهة أو المتلقّي أو مفكّك الشيفرة. يُنظر إلى الاتصال كوسيلة لإرسال المعلومات وتلقّيها وفقًا لهذا المفهوم المشترك المتعلّق بالاتصال. يتميّز هذا النموذج ببعض من نقاط القوة المتمثّلة في بساطته وعموميته وقابليته للقياس الكمي.
صمّم كلّ من كلود شانون ووارن ويفر هذا النموذج وفقًا للعناصر التالية:
- مصدر معلومات، الذي ينتج الرسالة.
- جهاز إرسال، الذي يشفّر الرسالة إلى إشارات.
- قناة اتصال، التي تكيّف الإشارات للإرسال.
- المستقبل، الذي يعيد تشكيل الرسالة المشفّرة من سلسلة من الإشارات المستقبلة ويفكّ تشفيرها.
- وجهة معلومات، حيث تصل الرسالة.

يرى شانون وويفر أن هذا المفهوم مستلزم لثلاثة مستويات من مشكلات الاتصال:
1. المشكلة التقنية: ما مدى دقة إرسال الرسالة؟
2. المشكلة الدلالية: ما مدى دقة معنى «النقل»؟
3. مشكلة الفعالية: ما مدى فعالية المعنى المُتلقّى في تأثيره على السلوك؟

ينتقد دانيال تشاندلير نموذج النقل على النحو التالي:
- يفترض أن المتّصلين أفراد معزولون.
- لا يتيح الغايات المختلفة.
- لا يتيح التفسيرات المختلفة.
- لا يتيح علاقات القوة غير المتكافئة.

## بيرلو
وسّع دافيد بيرلو نموذج الاتصال الخطّي لشاون وويفر في عام 1960، إذ أنشأ أيضًا نموذج اتصال من نوع مرسل-رسالة-قناة-مستقبل (SMCR). فصل نموذجه هذا نموذج شاون وويفر إلى أطراف واضحة قبل أن يوسّع علماء آخرون نطاقه.
تُعتبر عملية الاتصال الخاصة ببيرلو تطبيقًا بسيطًا للاتصال الشخصي، إذ تشتمل على مصدر الاتصال والتشفير والرسالة والقناة وفك التشفير ومستقبل الاتصال. إضافةً إلى ذلك، قدّم دافيد بيرلو بعض العوامل المؤثّرة في عملية التواصل بين شخصين. تشمل هذه العوامل كلًا من مهارات الاتصال ومستوى الوعي والنظام الاجتماعي والنظام الثقافي والموقف.
تبدأ عملية بيرلو لنموذج الاتصال الخاص به من المصدر، فهو الطرف المحدّد لمهارات الاتصال والموقف والمعرفة والنظام الاجتماعي وثقافة الأشخاص المشاركين في الاتصال. تبدأ الخطوة التالية المتمثّلة بالتشفير بعد تطوير الرسالة التي يمكن وصفها بمثابة عناصر في مجموعة من الرموز. تشمل عملية التشفير هذه المهارات الحركية المرتبطة بالتحدث أو الكتابة. تمرّ الرسالة عبر القناة التي تحمل الرسالة من خلال السمع أو المشاهدة أو اللمس أو الرائحة أو التذوّق قبل أن تبدأ عملية فك التشفير. يفسّر المتلقّي الرسالة في عملية فك التشفير، إذ يستخدم مهاراته الحسية في ذلك. أما في المرحلة الأخيرة، يفهم مستقبل الاتصال الرسالة بأكملها.

## شرام
عادةً ما يوصف التواصل من خلال بعض الأبعاد الرئيسية؛ الرسالة (نوع الأشياء التي تُنقل عبر عملية الاتصال)، المصدر أو الباعث أو المرسل أو المشفّر (الشكل)، والقناة (التي تُعتبر الوسيط)، والوجهة أو المتلقّي أو الهدف أو مفكّك الشيفرة (الوجهة)، المستقبل. أشار ويلبر شرام (1954) إلى وجوب فحص تأثير الرسالة (المرغوب به وغير المرغوب به) على هدف الرسالة. يشتمل الاتصال بين الأطراف على الأفعال المخوّلة للمعرفة والخبرات والمقدّمة للمشورة والأوامر والموجّهة للأسئلة. قد تتخّذ هذه الأفعال أشكالًا متعدّدة في واحدة من أساليب الاتصال المختلفة. يعتمد الشكل على قدرات المجموعة على التواصل. يصنع كلّ من محتوى الاتصالات وشكله الرسائل التي تُرسل نحو الوجهة. من الممكن أن يكون الهدف هو الشخص نفسه أو شخص أو كائن أو كيان آخر (على سبيل المثال، شركة أو مجموعة من الكائنات).
يمكن اعتبار التواصل بمثابة عمليات نقل معلومات محكومة بثلاثة مستويات من القواعد السيمائية:
1. النحوية (الخصائص الشكلية للعلامات والرموز).
2. العملية (المهتمّة بالعلاقات بين العلامات أو التعبيرات ومستخدميها).
3. الدلالية (دراسة العلاقات بين العلامات والرموز وبين ما تمثّله).

ولذلك، يصبح الاتصال تفاعلًا اجتماعيًا حيث يتشارك عاملان متفاعلان على الأقل في مجموعة مشتركة من العلامات والقواعد السيمائية. تتجاهل هذه القاعدة الشائعة الاتصالات التلقائية أحيانًا، بما في ذلك الاتصال بين الأفراد عبر المذكّرات أو التحدّث عن النفس، إذ يُعتبر كليهما ظواهر ثانوية لاحقة للاكتساب الأساسي للكفاءات الاتصالية في التفاعلات الاجتماعية.

## بارنلاند
اقترح بارنلاند (1970) نموذج اتصال خاصًا بالمعاملات نظرًا لنقاط الضعف هذه. تشمل الفرضية الأساسية لنموذج الاتصال الخاص بالمعاملات تشارك الأفراد في إرسال واستقبال الرسائل في آن واحد.
وبشكل أكثر تعقيدًا بقليل، يُربط المرسل والمستقبل تبادليًا. يركّز موقف الاتصال الثاني هذا الذي يُشار إليه باسم النموذج التأسيسي أو المنظور البنائي على كيفية تواصل الفرد بصفته عاملًا محددًا للطريقة التي تُفسّر بها الرسالة. يُعتبر الاتصال بمثابة قناة؛ معبر تنتقل من خلاله المعلومات من فرد إلى آخر لتصبح هذه المعلومات منفصلة عن الاتصال نفسه. تُسمّى حالة معيّنة من الاتصال باسم فعل الكلام. قد تختلف المرشحات الشخصية للمرسل عن المرشحات الشخصية للمستلم اعتمادًا على التقاليد أو الثقافات الإقليمية أو الجنس؛ إذ يُحتمل أن يتغيّر المعنى المقصود لمحتويات الرسالة. يُحتمل حدوث خلل في استقبال المحتوى وفك تشفيره في حالة وجود «الضوضاء» على قناة الإرسال (في هذه الحالة، الهواء)، وبالتالي قد لا يحقّق فعل الكلام الأثر المرجو. تتمثّل إحدى مشكلات نموذج التشفير-الإرسال-الاستقبال-فكّ التشفير في انطواء عمليات التشفير وفك التشفير على امتلاك كلّ من المرسل والمستقبل لشيء ما بمثابة «كتاب شيفرات» وعلى تشابه هذه الشيفرات أو حتّى تطابقها. يسفر هذا الأمر عن العديد من الصعوبات المفاهيمية، إذ لم يتمثّل «كتاب الشيفرات» هذا في أي مكان ضمن النموذج لكنّه دلّ عليه ضمنيًا وحسب.